# ジェイコブ・ブラック
ジェイコブ・ブラック（Jacob Black）は、ステファニー・メイヤーの小説『トワイライト』シリーズに登場する架空の男性ワーウルフである。
狼の子孫と言われているキラユーテ族の一員。居留地ラプッシュの高校に通っている。ベラ・スワンの幼馴染。

## 人物

### 名前・通称
フル・ネームはジェイコブ・ブラック（Jacob Black）、愛称はジェイク(Jake)。

### 外見
198cmもの長身で茶褐色の肌、黒髪、黒い瞳。人狼として目覚めると、急激に背が伸び筋肉がついている。

### 来歴
1989年1月14日生まれ。ベラ達と同じフォークスの高校には通わず、居留地の高校に通う。
2006年2月ごろに、人狼として目覚める。

### 性格
明るく、表裏のない性格。物事には一直線に進み、時には想い人であるベラを傷つけてしまうこともある。
車が好きで、自分で組み立てることができる。愛車はゴルフ。チャーリーがベラにプレゼントしたピックアップも、彼が改良している。

### 才能
物語の冒頭『Twilight』では、まだその才能は現れていないが、『New Moon』からは人狼としての嗅覚が鋭い、俊足、跳躍力があるなどの才能が現れてくる。
体温が非常に高いことや、狼に変身したときに服を破らないためにも、『New Moon』からは上半身が裸であることが多い。

### 人間関係

#### 恋人・パートナー
長い間、ベラ・スワンに恋をしていたが、運命の相手はレネズミ・カレン。

#### 家族
- ビリー・ブラック（父）

#### 友人
ベラ・スワン
- キラユーテ族
  - エンブリー・コール
  - クウィル・アテアラ
  - リア・クリアウォーター
  - セス・クリアウォーター

## 映画
実写映画シリーズでは、テイラー・ロートナーが演じている。